# الدوري الإكوادوري لكرة القدم 2012
الدوري الإكوادوري لكرة القدم 2012 (بالإسبانية: Campeonato Ecuatoriano de Fútbol 2012)‏ هو الموسم 54 من الدوري الإكوادوري لكرة القدم. كان عدد الأندية المشاركة فيه 12، وفاز فيه برشلونة جواياكويل.